# Dolichopeza noctipennis
Dolichopeza noctipennis är en tvåvingeart som beskrevs av Alexander 1956. Dolichopeza noctipennis ingår i släktet Dolichopeza och familjen storharkrankar. Inga underarter finns listade i Catalogue of Life.